# Youssef Chippo
Youssef Chippo est un footballeur international marocain et présentateur sportif né le 10 mai 1973 à Bejaâd au Maroc. Ce milieu défensif formé au KAC de Kénitra a disputé les Jeux olympiques d'été de Barcelone avec l'équipe nationale du Maroc en 1992 ainsi que la Coupe du monde 1998.

## Biographie
Youssef Chippo a grandi dans la ville de Bejaad, et dès son plus jeune âge il rejoint les jeunes sections du Kénitra Athletic Club, il gravira tous les échelons jusqu'à intégrer l'équipe première en 1991.
Après quatre saisons au sein du KAC, il fut transféré au club saoudien d'Al Hilal Riyad, puis au club qatari d'Al Wakrah.
En 1997, Chippo rejoint le FC Porto, où il jouera durant deux saisons (remportant à deux reprises le Championnat du Portugal), cette période a coïncidé avec sa titularisation en équipe nationale du Maroc, où il devient l'un des éléments essentiels qui vont qualifier le Maroc pour sa quatrième coupe du monde de l'histoire en 1998.
Durant été 1999, il est transféré au club anglais de Coventry City, où il rejoindra son compatriote Mustapha Hadji. Quatre ans après, il retourna au Qatar pour terminer sa carrière.
Tout au long de sa carrière, Youssef est resté très attaché à son club de formation, le KAC de Kénitra, et n'hésitait pas à apporter un soutien moral et financier aux joueurs du club à chaque fois qu'il en a eu l'occasion. Il a été élu président du club en juillet 2012 avant de démissionner au bout d'un mois.

## Sélection en équipe nationale
| Caps | Date       | Match                  | Lieu            | Score     | Compétition          | But |
| ---- | ---------- | ---------------------- | --------------- | --------- | -------------------- | --- |
| 1    | 12/12/1996 | Maroc - Nigeria        | Casablanca      | 2 - 0     | Coupe Hassan II      | --  |
| 2    | 12/01/1997 | Ghana - Maroc          | Kumasi          | 2 - 2     | Elim. CM 1998        | --  |
| 3    | 22/02/1997 | Sénégal - Maroc        | Dakar           | 0 - 0     | Elim. CAN 1998       | --  |
| 4    | 06/04/1997 | Gabon - Maroc          | Libreville      | 0 - 4     | Elim. CM 1998        | --  |
| 5    | 26/04/1997 | Sierra Leone - Maroc   | Freetown        | 0 - 1     | Elim. CM 1998        | --  |
| 6    | 31/05/1997 | Maroc - Ethiopie       | Rabat           | 4 - 0     | Elim. CAN 1998       | --  |
| 7    | 07/06/1997 | Maroc - Ghana          | Casablanca      | 1 - 0     | Elim. CM 1998        | --  |
| 8    | 21/06/1997 | Maroc - Egypte         | Rabat           | 1 - 0     | Elim. CAN 1998       | --  |
| 9    | 13/07/1997 | Ethiopie - Maroc       | Addis Abeba     | 0 - 1     | Elim. CAN 1998       | --  |
| 10   | 27/07/1997 | Maroc - Sénégal        | Rabat           | 3 - 0     | Elim. CAN 1998       | --  |
| 11   | 16/08/1997 | Maroc - Gabon          | Casablanca      | 2 - 0     | Elim. CM 1998        | --  |
| 12   | 09/10/1997 | Brésil - Maroc         | Belem           | 2 - 0     | Amical               | --  |
| 13   | 26/11/1997 | Maroc - Togo           | Rabat           | 3 - 0     | Amical               | --  |
| 14   | 14/01/1998 | Maroc - Angola         | Casablanca      | 2 - 1     | Amical               | --  |
| 15   | 05/02/1998 | Maroc - Niger          | Marrakech       | 3 - 0     | Amical               | 1   |
| 16   | 09/02/1998 | Zambie - Maroc         | Bobo Dioulassou | 1 - 1     | CAN 1998             | --  |
| 17   | 13/02/1998 | Mozambique - Maroc     | Bobo Dioulassou | 0 - 3     | CAN 1998             | --  |
| 18   | 17/02/1998 | Egypte - Maroc         | Ouagadougou     | 0 - 1     | CAN 1998             | --  |
| 19   | 22/02/1998 | Afrique du sud - Maroc | Ouagadougou     | 2 - 1     | ¼ de finale CAN 1998 | --  |
| 20   | 22/04/1998 | Bulgarie - Maroc       | Sofia           | 2 - 1     | Amical               | --  |
| 21   | 27/05/1998 | Maroc - Angleterre     | Casablanca      | 0 - 1     | Coupe Hassan II      | --  |
| 22   | 29/05/1998 | Maroc - France         | Casablanca      | 2-2(6-5p) | Coupe Hassan II      | --  |
| 23   | 04/06/1998 | Chili - Maroc          | Avignon         | 1 - 1     | Amical               | --  |
| 24   | 10/06/1998 | Norvège - Maroc        | Montpellier     | 2 - 2     | C.M 1998             | --  |
| 25   | 16/06/1998 | Brésil - Maroc         | Nantes          | 3 - 0     | C.M 1998             | --  |
| 26   | 23/06/1998 | Ecosse - Maroc         | St-Etienne      | 0 - 3     | C.M 1998             | --  |
| 27   | 02/09/1998 | Maroc - Sénégal        | Tanger          | 2 - 0     | Amical               | --  |
| 28   | 03/10/1998 | Maroc - Sierra Leone   | Casablanca      | 3 - 0     | Elim. CAN 2000       | 1   |
| 29   | 23/12/1998 | Maroc - Bulgarie       | Agadir          | 4 - 1     | Amical               | --  |
| 30   | 20/01/1999 | France - Maroc         | Marseille       | 1 - 0     | Amical               | --  |
| 31   | 24/01/1999 | Guinée - Maroc         | Kamsar          | 1 - 1     | Elim. CAN 2000       | --  |
| 32   | 28/02/1999 | Togo - Maroc           | Lomé            | 2 - 3     | Elim. CAN 2000       | --  |
| 33   | 10/04/1999 | Maroc - Togo           | Casablanca      | 1 - 1     | Elim. CAN 2000       | 1   |
| 34   | 28/04/1999 | Pays Bas - Maroc       | Arnhem          | 1 - 2     | Amical               | 1   |
| 35   | 05/06/1999 | Maroc - Guinée         | Rabat           | 1 - 0     | Elim. CAN 2000       | --  |
| 36   | 07/09/1999 | Belgique - Maroc       | Liège           | 4 - 0     | Amical               | --  |
| 37   | 17/11/1999 | Maroc - USA            | Marrakech       | 2 - 1     | Amical               | --  |
| 38   | 22/12/1999 | Maroc - Sénégal        | Agadir          | 0 - 0     | Amical               | --  |
| 39   | 18/01/2000 | Maroc - Trinité        | El Jadida       | 1 - 0     | Amical               | --  |
| 40   | 25/01/2000 | Congo - Maroc          | Lagos           | 0 - 1     | CAN 2000             | --  |
| 41   | 29/01/2000 | Tunisie - Maroc        | Lagos           | 0 - 0     | CAN 2000             | --  |
| 42   | 09/04/2000 | Gambie - Maroc         | Banjul          | 0- 1      | Elim. CM 2002        | --  |
| 43   | 22/04/2000 | Maroc - Gambie         | Casablanca      | 2 - 0     | Elim. CM 2002        | --  |
| 44   | 09/07/2000 | Maroc – Algérie        | Fès             | 2 - 1     | Elim. CM 2002        | --  |
| 45   | 02/09/2000 | Gabon - Maroc          | Libreville      | 2 - 0     | Elim. CAN 2002       | --  |
| 46   | 08/10/2000 | Maroc - Kenya          | Casablanca      | 1 - 0     | Elim. CAN 2002       | 1   |
| 47   | 22/11/2000 | Maroc - Libye          | Casablanca      | 0 - 0     | Amical               | --  |
| 48   | 13/01/2001 | Tunisie - Maroc        | Tunis           | 0 - 1     | Elim. CAN 2002       | --  |
| 49   | 28/01/2001 | Egypte - Maroc         | Le Caire        | 0 - 0     | Elim. CM 2002        | --  |
| 50   | 24/03/2001 | Maroc - Tunisie        | Rabat           | 2 - 0     | Elim. CAN 2002       | 1   |
| 51   | 21/04/2001 | Maroc - Namibie        | Rabat           | 3 - 0     | Elim. CM 2002        | --  |
| 52   | 04/05/2001 | Algérie - Maroc        | Alger           | 1 - 2     | Elim. CM 2002        | --  |
| 53   | 02/06/2001 | Kenya - Maroc          | Nairobi         | 1 - 1     | Elim. CAN 2002       | --  |
| 54   | 14/07/2001 | Sénégal - Maroc        | Dakar           | 1 - 0     | Elim. CM 2002        | --  |
| 55   | 05/09/2001 | Italie - Maroc         | Piacenza        | 1 - 0     | Amical               | --  |
| 56   | 12/12/2001 | Maroc - Mali           | Settat          | 1 - 1     | Amical               | 1   |
| 57   | 13/01/2002 | Maroc - Guinée         | Rabat           | 2 - 1     | Amical               | --  |
| 58   | 16/01/2002 | Gambie - Maroc         | Banjul          | 0 - 2     | Amical               | --  |
| 59   | 21/01/2002 | Ghana - Maroc          | Ségou           | 0 - 0     | CAN 2002             | --  |
| 60   | 26/01/2002 | Burkina Faso - Maroc   | Ségou           | 1 - 2     | CAN 2002             | --  |
| 61   | 30/01/2002 | Afrique du sud - Maroc | Ségou           | 3 - 1     | CAN 2002             | --  |
| 62   | 21/08/2002 | Luxembourg - Maroc     | Luxembourg      | 0 - 2     | Amical               | --  |
| 63   | 07/09/2002 | Gabon - Maroc          | Libreville      | 0 - 1     | Elim. CAN 2004       | 1   |
| 64   | 13/10/2002 | Maroc – Guinée Equa.   | Rabat           | 5 - 0     | Amical               | --  |
| 65   | 20/11/2002 | Maroc - Mali           | Rabat           | 1 - 3     | Amical               | --  |
| 66   | 30/04/2003 | Maroc – Côte d’Ivoire  | Rabat           | 0 - 1     | Amical               | --  |
| 67   | 08/06/2003 | Maroc - Sierra leone   | Casablanca      | 1 - 0     | Elim. CAN 2004       | 1   |
| 68   | 20/06/2003 | Maroc - Gabon          | Rabat           | 2 - 0     | Elim. CAN 2004       | --  |
| 69   | 09/01/2006 | Maroc - RD Congo       | Rabat           | 3 - 0     | Amical               | --  |
| 70   | 14/01/2006 | Maroc - Zimbabwe       | Marrakech       | 1 - 0     | Amical               | --  |
| 71   | 17/01/2006 | Maroc - Angola         | Rabat           | 2 - 2     | Amical               | --  |
| 72   | 21/01/2006 | Côte d’Ivoire - Maroc  | Le Caire        | 1 - 0     | CAN 2006             | --  |
| 73   | 24/01/2006 | Egypte - Maroc         | Le Caire        | 0 - 0     | CAN 2006             | --  |

## Carrière
- 1991 - 1995 : KAC de Kénitra  Maroc
- 1995 - 1996 : Al Hilal Riyad  Arabie saoudite
- 1996 - 1997 : Al Wakrah Club  Qatar
- 1997 - 1999 : FC Porto  Portugal
- 1999 - 2003 : Coventry City  Angleterre
- 2003 - 2005 : Al Sadd Doha  Qatar
- 2005 - 2006 : Al Wakrah Club  Qatar

## Palmarès

### En club
FC Porto
- Champion du Portugal
  - Champion : 1998, 1999
- Coupe du Portugal
  - Vainqueur : 1998
- Supercoupe du Portugal
  - Vainqueur : 1998

 Al-Sadd SC
- Championnat du Qatar en 2004
- Coupe du Qatar en 2005